# Ghuczan
Ghuczan (pers. ‏قوچان‎) – miasto w północno-wschodnim Iranie, w ostanie Chorasan-e Razawi, położone jest około 100 km na północny zachód od miasta Meszhed, niedaleko granicy z Turkmenistanem. Leży nad rzeką Atrek, u podnóża gór Kopet-dag. Ludność: 85,8 tys. (1996).
W 1893 miasto zostało poważnie zniszczone przez silne trzęsienie ziemi. Zginęło wówczas około 10 tys. mieszkańców miasta.